# O Gud förlän migh tina nådh
O Gud förlän migh tina nådh (tyska: O Gott verleih mir deine Gnad) är en tysk psalm skriven av Johannes Sanfdorfer. Psalmen översattes till svenska av O. M. Foot eller Ormfoot.

## Publicerad i
- 1572 års psalmbok med titeln O Gudh fölän migh tina nådh.[2]
- Göteborgspsalmboken under rubriken "Om Tröst i Bedröfwelse".[3]
- Den svenska psalmboken 1694 som nummer 329 under rubriken "Psalmer i Bedröfwelse/ Kors och Anfächtning".
- 1695 års psalmbok som nummer 280 under rubriken "Psalmer i Bedröfwelse / Korss och Anfächtning".[1]